# Pingo-d'Água
Pingo-D'água is een gemeente in de Braziliaanse deelstaat Minas Gerais. De gemeente telt 4.201 inwoners (schatting 2009).

## Aangrenzende gemeenten
De gemeente grenst aan Bom Jesus do Galho, Córrego Novo, Dionísio en Marliéria.

## Galerij

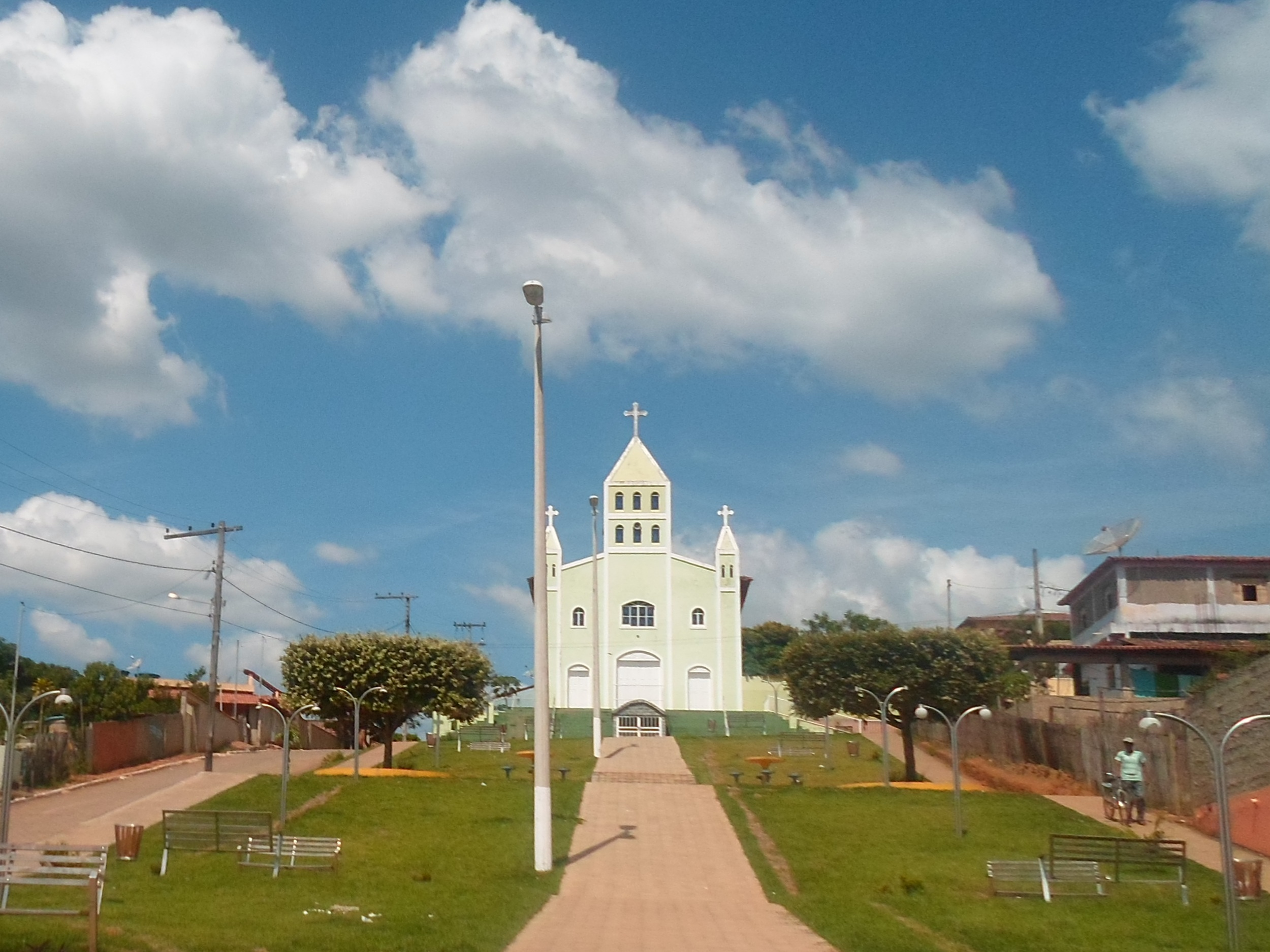
Katholieke kerk São Sebastião in Pingo-d'Água
De hoofdstraat Av. Raimundo Albergaria in het centrum